# Nyctiprogne vielliardi
A Nyctiprogne vielliardi a madarak (Aves) osztályának a lappantyúalakúak (Caprimulgiformes) rendjéhez, ezen belül a lappantyúfélék (Caprimulgidae) családjához tartozó faj.

## Rendszerezése
A fajt Frederico Lencioni Neto brazíliai biológus írta le 1994-ben, a Chordeiles nembe Chordeiles vielliardi néven.

## Előfordulása
Brazília keleti részén honos. Természetes élőhelyei a szubtrópusi vagy trópusi száraz szavannák. Állandó, nem vonuló faj.

## Megjelenése
Átlagos testhossza 17,5 centiméter.

## Életmódja
Rovarokkal táplálkozik.

## Természetvédelmi helyzete
Az elterjedési területe kicsi, egyedszáma ugyan csökken, de még nem éri el a kritikus szintet. A Természetvédelmi Világszövetség Vörös listáján nem fenyegetett fajként szerepel.